# Калинина, Светлана Петровна
Светлана Петровна Калинина (укр. Світлана Петрівна Калініна, род. 31 марта 1967 г., Донецк, Донецкая область) — украинский ученый, экономист, доктор экономических наук (2007), академик Академии экономических наук Украины.

## Биография
Светлана Петровна Калинина родилась 31 марта 1967 г., в Донецке Донецкой области.
В 1989 г. окончила Донецкий государственный университет по специальности «Экономика труда».
В 1989—2016 гг. работала в Донецком национальном университете МОН Украины (в 2000 г. Донецкий государственный университет был переименован в Донецкий национальный университет). Там же законочила аспирантуру и докторантуру. В 1997 г. защитила кандидатскую диссертацию, в 2001 г. присвоено ученое звание доцента. В 2007 г. защитила докторскую диссертацию, в 2013 г. присвоено ученое звание профессора.
Одновременно на протяжении 2001—2014 гг. являлась ученым секретарем Специализированного ученого совета Д11.051.03 в Донецком национальном университете, в 2014—2016 гг. — заместителем председателя указанного Совета.
С 2016 г. — Академик Академии экономических наук Украины.
С 2016 г. работает в Институте подготовки кадров Государственной службы занятости Украины, г. Киев, профессор кафедры управления персоналом и экономики труда.
С 2023 года — в.о. декана Экономико-правового факультета Мариупольского государственного университета

## Научная деятельность
С. П. Калинина — основатель единственной на Украине научной школы по проблемам международного рынка труда. Сфера научных интересов — развитие и трансформация международного и корпоративных рынков труда, формирование интеллектуальной составляющей экономического развития.
Светлана Калинина — автор более 100 научных работ, в том числе в зарубежных изданиях, из них 2 личных монографии, 8 монографий в соавторстве.
Принимала участие в международных проектах TEMPUS TACIS, REAP, участником которых был Донецкий национальный университет МОН Украины, а также в проекте DFID (Министерства Великобритании по вопросам международного развития).
С. П. Калинина — член редколлегии ряда сборников научных работ, включенных в отечественные и международные наукометрические базы.

## Практическая деятельность
В течение 2004—2014 гг., параллельно с работой в Донецком национальном университете, С. П. Калинина возглавляла Школу менеджеров ПрАТ «Донецксталь — металлургический завод», созданную в рамках реализации Комплексной программы управления человеческими ресурсами, разработанной по идее и под руководством автора. Основная задача Школы менеджеров — обеспечение непрерывного развития управленческих кадров предприятия и построение многоуровневой системы резерва кадров.
Автор Концепции Комплексной программы управления человеческими ресурсами крупного промышленного предприятия, по результатам разработки которой получен ряд авторских свидетельств, Концепции Комплексной методики оценки деловых и личностных качеств персонала, Концепции развития персонала. Внедрение указанных и других разработок позволило создать в ПрАТ «Донецксталь — металлургический завод» действующую систему биореинжиниринга персонала. Полученные результаты представлены на международных и всеукраинских научно-практических конференциях и форумах, а также на ежегодных круглых столах, проводимых компанией.

## Награды
Светлана Петровна Калинина в 2011 г. награждена нагрудным знаком «За научные достижения».